# Příklep (právo)
Příklep je právní skutečnost, na základě které přechází vlastnictví z jedné osoby na osobu druhou, a spočívá v klepnutí kladívkem. Využívá se jak při dražbách dobrovolných, tak při dražbách nucených v rámci nařízené exekuce. 
Draží se tak dlouho, dokud účastníci dražby činí vyšší podání. Až po trojí marné výzvě k navýšení nabízené částky licitátor klepne kladívkem a tím udělí příklep tomu, kdo jako poslední učinil nejvyšší podání. Pokud je takových podání více, má přednost účastník s předkupním právem k dražené věci, jinak se rozhodne losem. Příklepem je dražba dané věci skončena a pokud následně vydražitel své nejvyšší podání uhradí, přejde na něj vlastnictví vydražené věci, a to zpětně už k okamžiku příklepu. Pouze při nucené dražbě nemovitostí a obchodních závodů až ke dni vydání usnesení o příklepu.